# Gertrude Schoepperle
Gertrude Schoepperle (15 juillet 1882 - 11 décembre 1921) est une professeure d'université américaine et une spécialiste de la littérature médiévale celtique, française et allemande.

## Biographie
Gertrude Schoepperle est née à Oil City, Pennsylvanie, le 15 juillet 1882, fille de Vinzens Schoepperle, de Rötenbach, en Allemagne, et Elizabeth Klein, de Kittanning, en Pennsylvanie.
Elle fréquente le lycée Oil City. Elle étudie au Wellesley College, au Radcliffe College, avant de voyager à l'étranger pour poursuivre ses études à Munich, Paris (avec Ferdinand Lot, Joseph Bédier et Marie Henri d'Arbois de Jubainville) et Dublin. Elle obtient un doctorat en 1909, au Radcliffe College, avec la thèse « Studies on the Origin of the Tristan Romance ».
De 1912 à 1913, elle enseigne l'allemand à l'Université de New York. De 1911 à 1919, elle enseigne au département d'anglais de l'Université de l'Illinois à Urbana-Champaign et met en place un solide programme d'études celtiques. De 1919 à 1921, elle enseigne le français au Vassar College.
Elle épouse Roger Sherman Loomis en août 1919. Elle est décédée à Poughkeepsie, New York, le 11 décembre 1921, et est enterrée au cimetière Prospect Lawn, à Hambourg, New York.

## Œuvres
- Arthur in Avalon and the Banshee.
- Chievrefoil, 1909
- The love-potion in Tristan and Isolt, 1910
- The Island combat in "Tristan.", 1910
- Sur un yers de la Folie Tristan de Berne, 1911
- Tristan and Isolt, a study of the sources of the romance by Gertrude Schoepperle, 1913
- Folk-ballads of Southern Europe, 1914
- Irish Studies at the University of Illinois, 1918
- The Washer of the Ford, 1919
- John Arnott Macculloch, 1920
- Etude sur le Lancelot en prose, 1921
- John Synge and His Old French Farce, 1921
- The old French "Lai de Nabaret", 1922